# Lucas Nascom 1
Lucas Nascom 1 (Nascom 1) је кућни рачунар фирме Lucas који је почео да се производи у Уједињеном Краљевству током 1978. године.
Користио је Z80 микропроцесорску јединицу а RAM меморија рачунара је имала капацитет од 1 KB. 
Као оперативни систем кориштен је монитор у РОМ-у.

## Детаљни подаци
Детаљнији подаци о рачунару Nascom 1 су дати у табели испод.
|                       |                                               |
| [ 1 ]                 |                                               |
| Произвођач            |                                               |
| Тип                   | кућни рачунар                                 |
| Меморија              | 1 KB                                          |
| Поријекло             | Уједињено Краљевство                          |
| Година                | 1978                                          |
| Тастатура             | пуни помак тастера 47 тастера                 |
| Процесор              |                                               |
| Фреквенција процесора | 1 или 2                                       |
| RAM                   | 1 KB                                          |
| ROM                   | 1 или 2 KB                                    |
| Текст                 | 48 знакова x 16 линија                        |
| Графика               | нема                                          |
| Боја                  | једна боја                                    |
| Звук                  | непознато                                     |
| Димензије             | 30,5 (дужина) x 19.2 (ширина) cm. (8 x 12 инча) |
| Портови               |                                               |
| Оперативни систем     | монитор у РОМ-у                               |